# Nueva Concepción
Nueva Concepción é uma cidade da Guatemala do departamento de Escuintla.